# NGC 7225
NGC 7225 (другие обозначения — PGC 68311, ESO 532-33, MCG -4-52-23, AM 2210-262, IRAS22103-2623) — галактика в созвездии Южная Рыба.
Этот объект входит в число перечисленных в оригинальной редакции «Нового общего каталога».